# Paso Roballos
Paso Roballos es un paso de frontera entre la República Argentina y la República de Chile, se encuentra en el extremo sur de ambos países, se accede del lado chileno por Ruta X-83 y de Argentina con la ruta provincia N.º 41, de este lado de la frontera la localidad más cercano a este paso es la comuna de El Baker, a 11 km y del lado argentino Bajo Caracoles, la habilitación es permanente, dentro de los horarios establecidos para meses de verano y de invierno. En el año 2001 atravesaron el paso 133 vehículos, transportando 532 personas. Corresponde a la provincia de Santa Cruz y a la XI Región Aisén del General Carlos Ibáñez del Campo. La altura del paso es de 715 m s. n. m..